# Meross
Meross ist ein 2016 gegründetes chinesisches Technologieunternehmen mit Hauptsitz in Shenzhen, das sich auf die Entwicklung und Herstellung von Smart-Home-Geräten spezialisiert hat. Das Unternehmen bietet eine breite Palette von Produkten an, darunter intelligente Steckdosen, Lichtschalter, Thermostate und Sicherheitskameras, die oft durch ihre Kompatibilität mit gängigen Sprachassistenten wie Amazon Alexa, Google Assistant und Apple HomeKit hervorstechen.

## Geschichte
Meross wurde 2016 von einem Team von Ingenieuren und Technikern gegründet, die zuvor in führenden Technologieunternehmen tätig waren, darunter Microsoft und MTK. Die Gründung erfolgte in Chengdu, mit dem Ziel, innovative und erschwingliche Smart-Home-Lösungen zu entwickeln, die das tägliche Leben der Nutzer erleichtern sollten.
Im Gründungsjahr brachte Meross seine ersten Produkte auf den Markt, darunter intelligente Steckdosen und Schalter, die sich schnell durch ihre Zuverlässigkeit und Benutzerfreundlichkeit auszeichneten. Diese frühen Produkte waren von Anfang an mit Sprachassistenten wie Amazon Alexa und Google Assistant kompatibel, was zu ihrer Beliebtheit beitrug.
In den folgenden Jahren erweiterte Meross sein Produktportfolio kontinuierlich. 2019 führte das Unternehmen smarte Lichtschalter und Lampen ein, die ebenfalls eine breite Akzeptanz fanden. Die Expansion auf internationale Märkte begann ebenfalls in dieser Zeit, wobei Europa und Nordamerika die Hauptziele waren.
Meross nahm an mehreren internationalen Messen und Technologiekonferenzen teil, um seine Produkte zu präsentieren und strategische Partnerschaften zu knüpfen. 2020 gelang es Meross, eine Partnerschaft mit Apple HomeKit einzugehen, wodurch die Produkte nun auch mit diesem populären Smart-Home-System kompatibel wurden. Dies trug erheblich zur Steigerung der Markenbekanntheit und zur Erweiterung der Kundenbasis bei.
Im Jahr 2022 brachte Meross eine Reihe neuer Produkte auf den Markt, darunter smarte Thermostate, Sicherheitskameras und Garagentoröffner. Diese neuen Produkte wurden entwickelt, um den steigenden Bedürfnissen der Kunden nach mehr Sicherheit und Energieeffizienz gerecht zu werden. Meross setzte weiterhin auf die Integration mit verschiedenen Smart-Home-Plattformen und verbesserte die Benutzerfreundlichkeit und Funktionalität seiner Geräte.
Während dieser Zeit investierte Meross stark in Forschung und Entwicklung, um die Qualität und Innovationskraft seiner Produkte zu erhöhen. Das Unternehmen baute zudem seine Produktionskapazitäten aus, um die steigende Nachfrage zu bewältigen.
Bis 2024 hat sich Meross als einer der führenden Anbieter von Smart-Home-Lösungen etabliert. Das Unternehmen erzielte einen Umsatz von etwa 50 Millionen US-Dollar und beschäftigt mehr als 200 Mitarbeiter. Meross-Produkte sind in über 20 Ländern weltweit erhältlich, und das Unternehmen ist Mitglied der Connectivity Standards Alliance, was seine Verpflichtung zur Interoperabilität und Benutzerfreundlichkeit unterstreicht.